# Vråby Sogn
Vråby Sogn 
ist eine Kirchspielsgemeinde (dän.: Sogn)
auf der Insel Sjælland im südlichen Dänemark.
Bis 1970 gehörte sie zur Harde Bjæverskov Herred im damaligen Præstø Amt, danach zur Vallø Kommune im Roskilde Amt, die im Zuge der Kommunalreform zum 1. Januar 2007 in der Stevns Kommune in der Region Sjælland aufgegangen ist.
Im Kirchspiel leben 293 Einwohner (Stand: 1. Januar 2023).

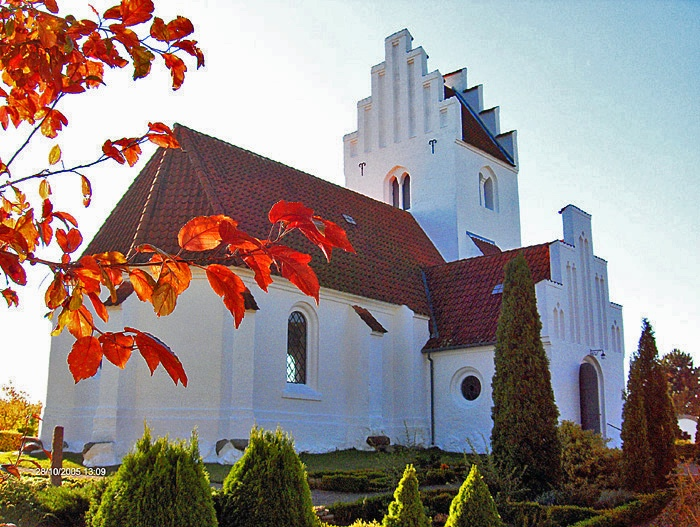
Vråby Kirke (Stevns)

Im Kirchspiel liegt die Kirche „Vråby Kirke“.
Nachbargemeinden sind im Osten Endeslev Sogn und Hårlev Sogn, ferner in der benachbarten Faxe Kommune im Süden Karise Sogn und im Westen Tureby Sogn, sowie in der nördlich benachbarten Køge Kommune Sædder Sogn.

## Söhne und Töchter
- Christian Rasmussen (1846–1918), Missionar in Grönland, Autor, Philologe und Pastor